# Seibu Kaihatsu
Seibu Kaihatsu Inc. (яп. 有限会社 セイブ開発 Ю:гэн гайся Сэйбу Кайхацу) — японская компания, производитель компьютерных игр для аркадных игровых автоматов. Наиболее известна созданием серии популярных скролл-шутеров Raiden. Некоторое время называлась Seibu Denshi.

## Список игр
- Stinger (1983);
- Kung-Fu Taikun (1984);
- Knuckle Joe (лицензирована Taito) (1985);
- Shot Rider (1985);
- Wiz (1985);
- Empire City: 1931 / Street Fight (лицензирована Taito) (1986);
- Panic Road (1986);
- Air Raid / Cross Shooter (лицензирована Taito) (1987);
- Mustache Boy (лицензирована March) (1987);
- Dead Angle (1988);
- Dynamite Duke / The Double Dynamites (лицензирована Fabtek) (1989);
- Raiden (1990);
- Seibu Cup Soccer (1991);
- Olympic Soccer '92 (1992);
- Raiden II (1993);
- Zero Team (1993);
- Raiden DX (1994);
- Senkyu / Battle Balls (1995);
- Viper Phase 1 (1995);
- E-Jan High School (1996);
- Raiden Fighters (лицензирована Fabtek) (1996);
- Raiden Fighters 2: Operation Hell Dive (лицензирована Tuning / Fabtek) (1997);
- Raiden Fighters Jet (лицензирована Tuning / Fabtek) (1998);
- Raiden III (2005) разработана MOSS, лицензирована Seibu Kaihatsu;
- Raiden IV (2007) разработана MOSS, лицензирована Seibu Kaihatsu.